# Jan-Kristian Thurner
Jan-Kristian Thurner (* 23. Februar 1998 in Rottenmann) ist ein österreichischer Fußballspieler auf der Position eines Abwehrspielers.

## Karriere
Thurner begann seine Fußballlaufbahn in der Jugend seines Heimatklubs SV Trieben, von dem aus er 2012 von der Kapfenberger SV für deren Jugend verpflichtet wurde. Erste Erfahrungen im Herrenbereich sammelte ab Mai 2014 beim ASC Rapid Kapfenberg, der als Drittmannschaft der KSV fungiert, in der fünftklassigen Oberliga Nord.
Im Juli 2015 debütierte er für die Zweitmannschaft von Kapfenberg in der Landesliga, als er am ersten Spieltag der Saison 2015/16 gegen den SV Anger in der Startelf stand. In der Winterpause jener Saison rückte er in den Kader der Profis auf.
Im Mai 2016 stand er gegen den SK Austria Klagenfurt erstmals im Kader. Im August 2017 gab er schließlich sein Debüt in der zweiten Liga, als er am sechsten Spieltag der Saison 2017/18 gegen den SC Wiener Neustadt in der 82. Minute für Benjamin Rosenberger eingewechselt wurde.
Nach der Saison 2017/18 verließ er Kapfenberg und wechselte zum viertklassigen ESV St. Michael. Nach einer Saison wechselte er zum Ligakonkurrenten DSV Leoben, bei dem er anfangs in der zweiten Mannschaft debütierte, ehe er in der ersten Mannschaft zum Einsatz kam. In der Winterpause 2021/22 erfolgte ein Wechsel in Richtung Heimat, als er beim ebenfalls in der Landesliga vertretenen SV Rottenmann unterkam. Dort kam er bis zum Saisonende auf 15 Meisterschaftseinsätze und wechselte im Sommer 2022 zum Ligakonkurrenten SC Bruck/Mur, bei dem er es über die gesamte Saison ebenfalls auf 15 Ligaauftritte brachte. Im Anschluss wechselte er zum FC Judenburg in die fünftklassige Oberliga Nord, kam 2023/24 in 16 Meisterschaftsspielen zum Einsatz und absolvierte 2024/25 ebenso viele Spiele, wobei er diesmal jedoch fünf Treffer beisteuerte.
Neben seiner Karriere als Fußballspieler ist er auch als Fußballtrainer in der Nachwuchsarbeit tätig. So war er etwa von 2016 bis 2017 Co-Trainer der U-11-Mannschaft am KSV Nachwuchsmodell Kapfenberg und war von Sommer 2020 bis Sommer 2021 auch Co-Trainer der U-13-Mannschaft des DSV Leoben.
Hauptberuflich ist er bei AT&S in Leoben beschäftigt und betätigt sich nebenbei im Finanzdienstleistungsbereich.